# Justin Upton
Justin Upton (ur. 25 sierpnia 1987) – amerykański baseballista występujący na pozycji zapolowego w Los Angeles Angels. Brat B.J. Uptona.

## Przebieg kariery
Upton po ukończeniu szkoły średniej został wybrany w 2005 roku w pierwszej rundzie draftu z numerem pierwszym przez Arizona Diamondbacks i początkowo grał w klubach farmerskich tego zespołu, między innymi w Mobile Bay Bears, reprezentującym poziom Double-A. W Major League Baseball zadebiutował 2 sierpnia 2007 w przegranym przez Diamondbacks 0–11 meczu z San Diego Padres. Dwa lata później po raz pierwszy wystąpił w Meczu Gwiazd.
W sezonie 2011 ponownie wystąpił w All-Star Game, otrzymał nagrodę Silver Slugger Award, a w głosowaniu na najbardziej wartościowego zawodnika w National League zajął 4. miejsce za Ryanem Braunem, Mattem Kempem i Princem Filderem. W styczniu 2013 w ramach wymiany zawodników przeszedł do Atlanta Braves.
23 kwietnia 2013 w spotkaniu z Colorado Rockies wraz ze swoim bratem B. J. Uptonem zdobył home runa; był to 27. przypadek w historii MLB, kiedy dwaj bracia zdobyli po home runie w jednym meczu. Po raz ostatni miało to miejsce 15 września 1938 roku. W grudniu 2014 przeszedł do San Diego Padres.
19 stycznia 2016 podpisał sześcioletni kontrakt wart 137 250 tysięcy dolarów z Detroit Tigers. 31 sierpnia 2017 w ramach wymiany przeszedł do Los Angeles Angels.

## Nagrody i wyróżnienia
| Nagroda/wyróżnienie     | Lata                   | Źródło      |
| 4× All-Star             | 2009, 2012, 2015, 2017 | [ 1 ]       |
| 3× Silver Slugger Award | 2011, 2014, 2017       | [ 1 ] [ 5 ] |